# 캐롤 웰즈
캐롤 웰즈(Carole Wells, 1942년 8월 31일 ~ )는 미국의 영화배우이다.
슈리브포트에서 태어났다.

## 영화
- 카사블랑카의 살인 (1978년)
- 화니 레이디 (1975년)
- 컴 블로 유어 혼 (1963년)
- 벤 케이시 (1961년)
- 도나 리드 쇼 (1958년)